# Sudwalde
Sudwalde is een gemeente in de Duitse deelstaat Nedersaksen. De gemeente maakt deel uit van de Samtgemeinde Schwaförden in het Landkreis Diepholz. Sudwalde telt 1.008 inwoners.. Sudwalde is een economisch weinig belangrijk boeren- en forensendorp. 
Te Sudwalde staat een gotische, uit plm. 1300 daterende, evangelisch-lutherse kerk, die in 1880 onder architectuur van de meesterarchitect der neogotiek, Conrad Wilhelm Hase ingrijpend verbouwd en uitgebreid werd. De kerk bevat interessante plafondschilderingen.
Bij Sudwalde ligt het reeds in 1926 tot natuurreservaat verklaarde ven (Nedersaksisch: Schlatt) Pastorendiek. Het natuurreservaat heeft een oppervlakte van 11,6 hectare.

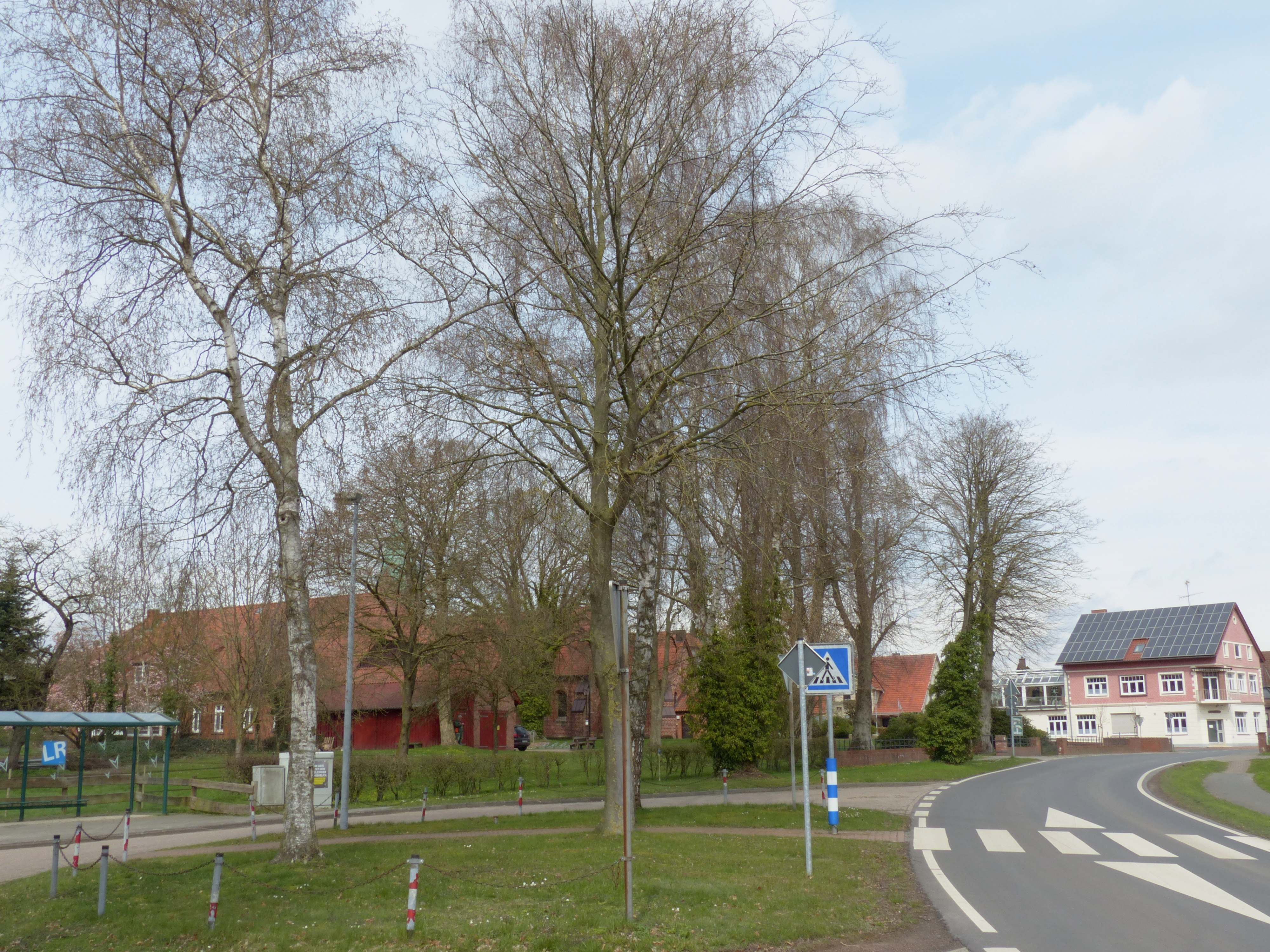
Dorpsgezicht bij de bushalte
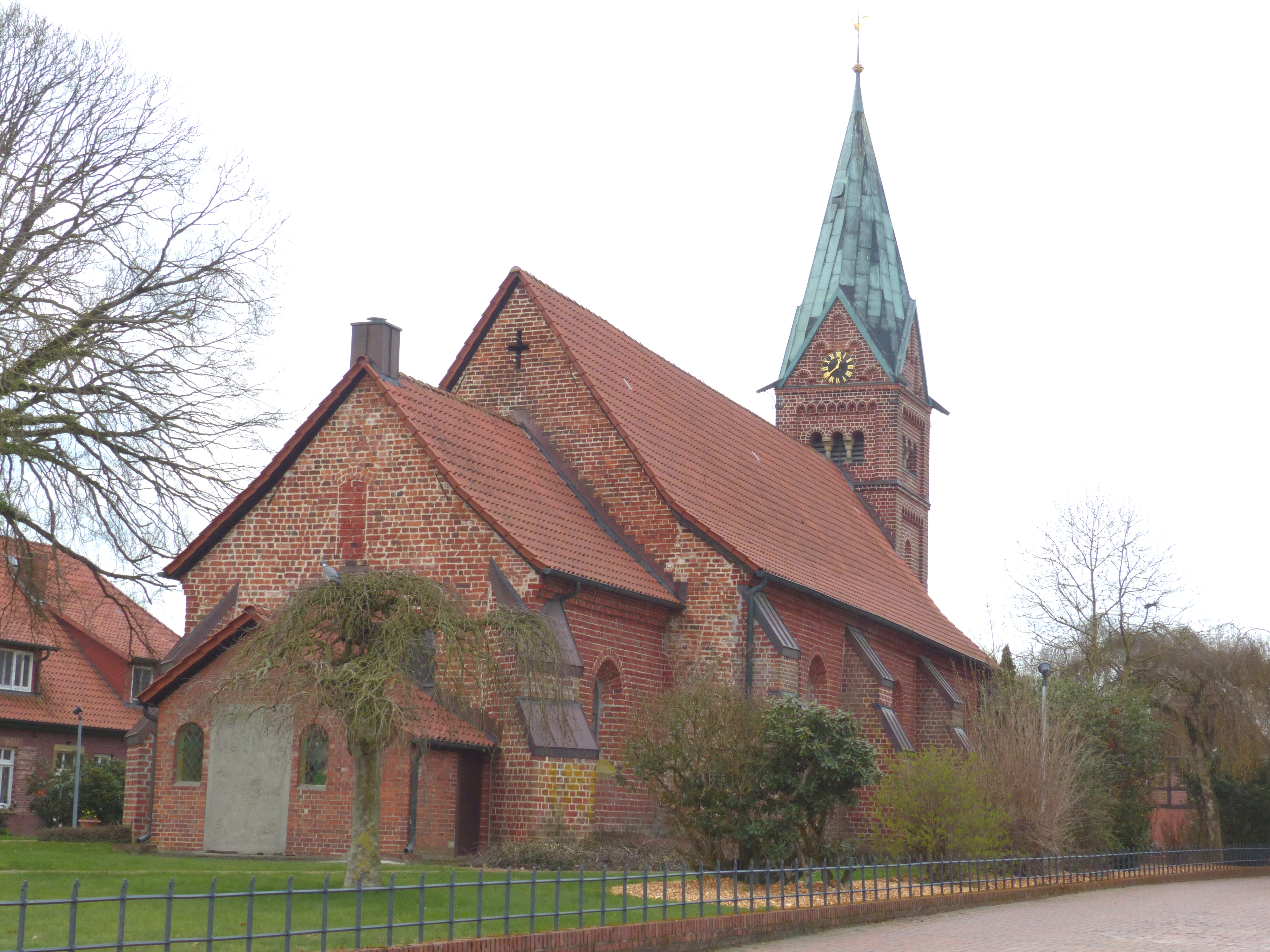
Kerk van Sudwalde
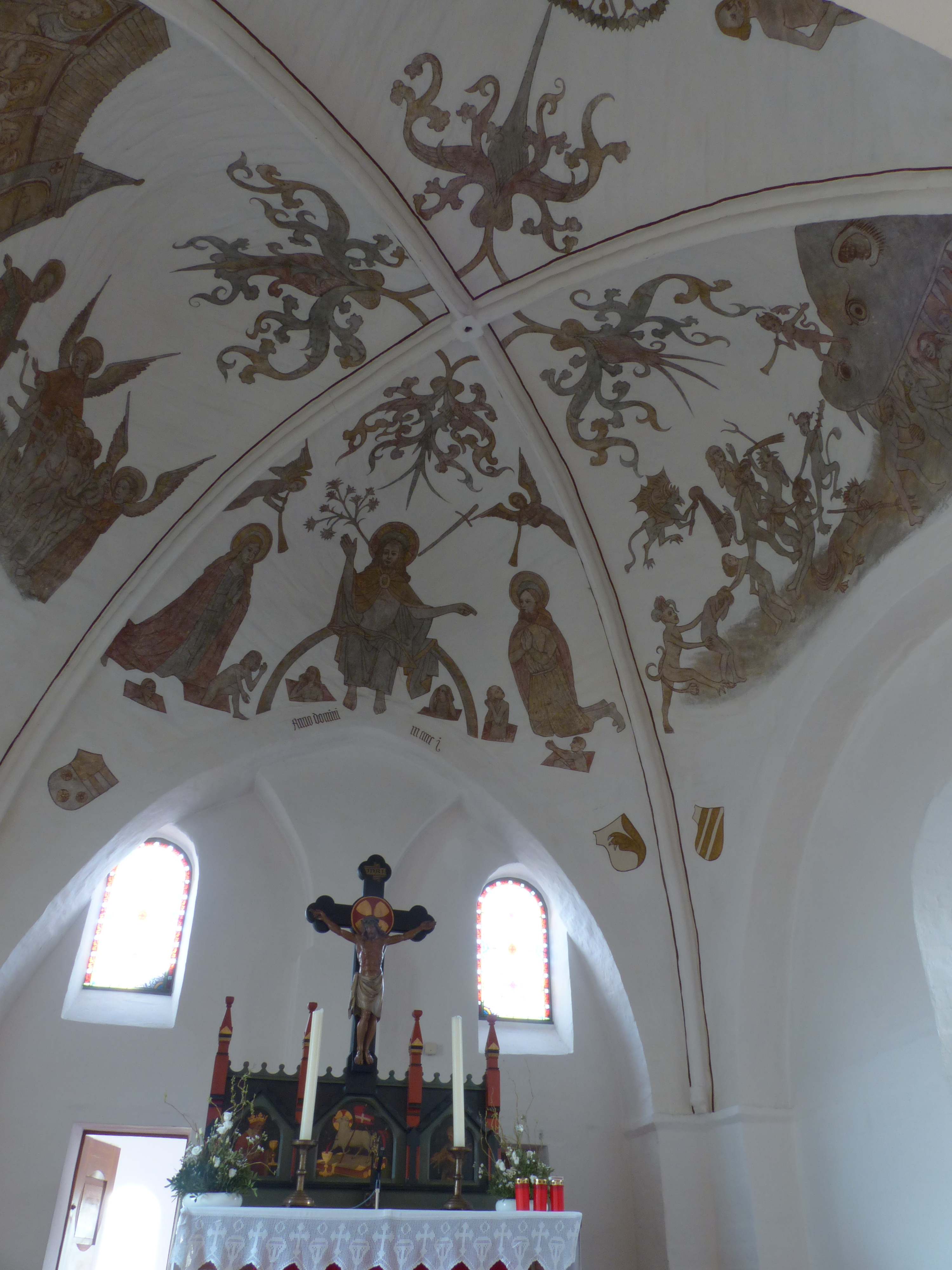
Interieur van deze kerk
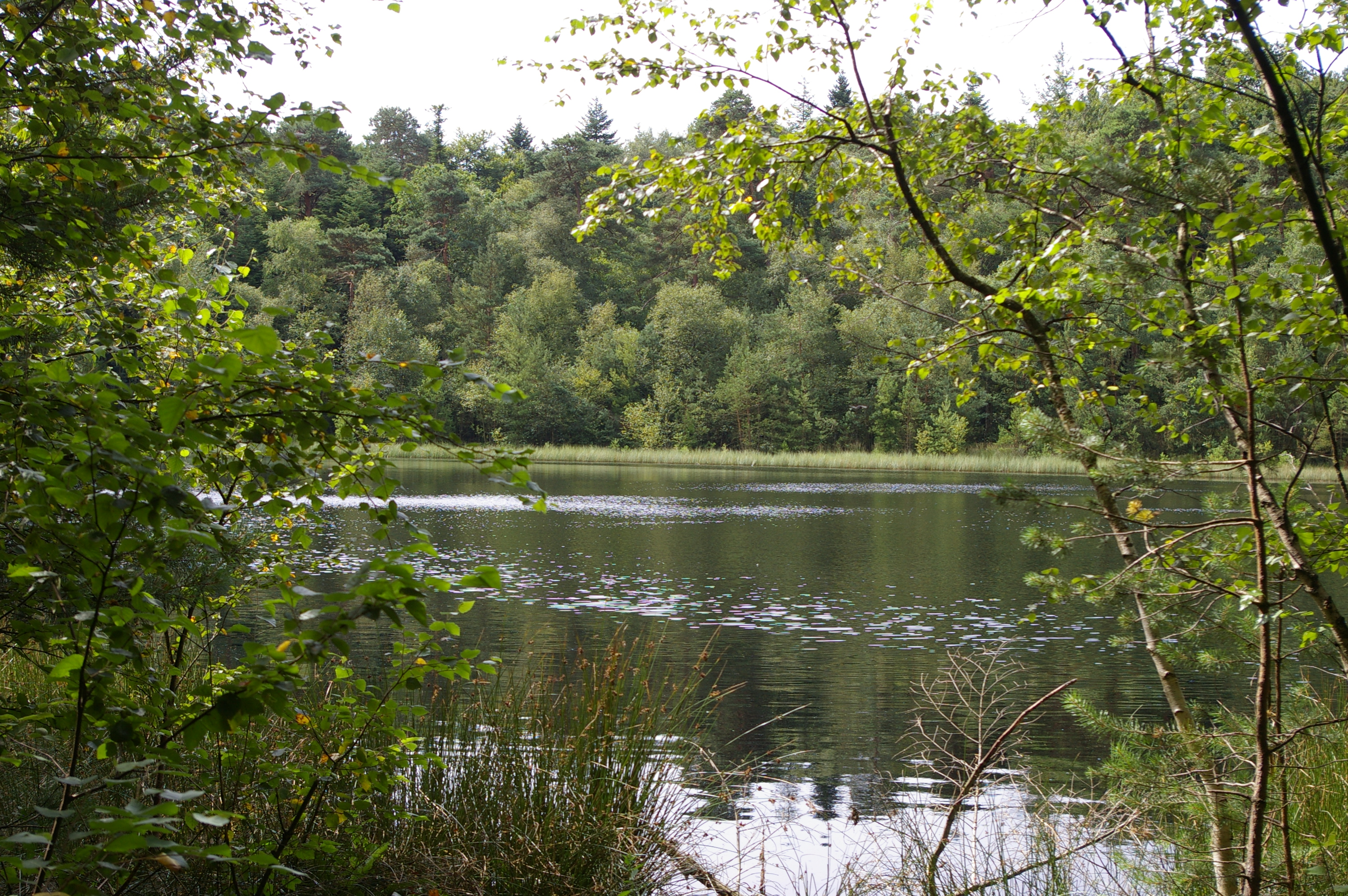
Het ven Pastorendiek

- Virtual International Authority File: 316389261